# Estadio Gilberto Parada
Het Estadio Gilberto Parada is een multifunctioneel stadion in Montero, een stad in Bolivia. 
Het stadion wordt vooral gebruikt voor voetbalwedstrijden, de voetbalclub CD Guabirá maakt gebruik van dit stadion. In het stadion is plaats voor 18.000 toeschouwers. Het stadion werd gebouwd in 1980 en gerenoveerd in 1999.